# Langona maindroni
Langona maindroni är en spindelart som först beskrevs av Simon 1885 [1886.  Langona maindroni ingår i släktet Langona och familjen hoppspindlar. Inga underarter finns listade i Catalogue of Life.